# Eduardo de Sousa Monteiro
Eduardo Augusto de Sousa Monteiro GCC (Sátão, Sátão, Veiga de Sátão, 1/5 de Março de 1864 - 23 de Agosto de 1965) foi um político e juiz português.

## Biografia
Formou-se como Bacharel em Direito pela Faculdade de Direito da Universidade de Coimbra em 1889.
Foi Administrador do Concelho de Sátão, de 1890 a 1891. Neste ano, foi para as Colónias, onde se conservou até 1912. Foi Delegado do Procurador da Coroa e Fazenda nas Comarcas de Damão, Índia, em Luanda, Angola, na 2.ª Vara, e no Barlavento, Cabo Verde, e Juiz nas Comarcas de São Tomé, São Tomé e Príncipe, na 1.ª e na 2.ª Varas, de Benguela, Angola, e de Damão, Índia. Em Benguela, em 1902-1903, esteve como Auditor do Conselho de Guerra Extraordinário reunido na corveta Afonso de Albuquerque, para julgamento dos implicados na Revolta do Bié e na Revolta do Bailundo. Foi, ainda, Procurador da Coroa e Fazenda em Lourenço Marques, Moçambique e Juiz Desembargador dos Tribunais da Relação de Moçambique e de Luanda, Angola.
Em 1912, ingressou no Tribunal da Relação de Lisboa, do qual foi Presidente por três vezes, as duas últimas já como Juiz Conselheiro do Supremo Tribunal de Justiça, ao qual fora promovido a 10 de Novembro de 1922. Foi Presidente do Supremo Tribunal de Justiça de 1929 a 1934, ano em que, por limite de idade, foi aposentado. Presidiu, igualmente, por inerente àquele cargo, ao Conselho Superior Judicial, do qual antes fora Vogal.
Foi Ministro da Justiça de 22 de Julho a 12 de Dezembro de 1914, no Ministério Extraordinário do 7.º Governo Republicano, presidido pelo Dr. Bernardino Machado, sucedendo ao próprio como interino e sendo Presidente da República Portuguesa o Dr. Manuel de Arriaga, sendo o primeiro Ministro da República que pretendeu modificar a Lei da Separação do Estado das Igrejas, por forma a torná-la aceite pelos Católicos. Publicou, mais tarde, os seus pontos de vista na "Revista Colonial".
Colaborou em bastantes diplomas legais e publicou relatórios e artigos doutrinários em revistas e jornais. Entre estes, foi assaz apreciado o que sobre o Supremo Tribunal de Justiça lhe fora solicitado para a celebração do 50.° ano do Tribunal do Império Alemão, em Leipzig, Saxónia, que está incluído no livro Die Hoechsten Guichte der Welt, no qual se encontram outros sobre todos os Altos Tribunais do Mundo, além doutro acerca da revisão de sentenças criminais, dali também pedido. Despertada a sua atenção por aquele facto, comemorou o Centenário do Supremo Tribunal de Justiça de Portugal, em sessão solene de 14 de Outubro de 1933, presidida pelo Dr. António de Oliveira Salazar, fazendo reunir em pequeno volume os discursos nele proferidos, tratando o seu da Evolução histórica das instituições judiciárias antecessoras do Supremo Tribunal de Justiça.
Além de vários louvores conferidos durante a sua carreira, foi-lhe concedida a Grã-Cruz da Ordem Militar de Nosso Senhor Jesus Cristo a 21 de Março de 1934.
Foi, também, Presidente Honorário da Sociedade do Jardim Zoológico de Lisboa, etc.
A 5 de Março de 1965 completou 101 anos de idade.

## Casamento e descendência
Casou com Cacilda da Silveira Machado de Vasconcelos Castelo Branco, irmã de Afonso da Silveira Machado de Vasconcelos Castelo Branco, da qual teve três filhos: 
- António da Silveira Machado de Sousa Monteiro (Goa, 16 de Março de 1891 - Lisboa, 11 de Janeiro de 1968), casado com Júlia Maria Mouzinho de Albuquerque (Braga, São Lázaro, 6 de Fevereiro de 1889 - Lisboa, 19 de Maio de 1967), filha de Luís da Silva Mouzinho de Albuquerque e de sua segunda mulher Maria da Nazaré Soares, e neta paterna de Fernando Luís Mouzinho de Albuquerque e de sua mulher Matilde da Conceição Raposo, da qual teve duas filhas: 
  - Maria Helena Mouzinho de Albuquerque de Sousa Monteiro, solteira e sem geração
  - Maria de Lourdes Mouzinho de Albuquerque de Sousa Monteiro (9 de Maio de 1921 - 18 de Março de 2014), casada com Fernando Maria Alberto do Perpétuo Socorro Manzanares Abecasis (Madrid, 30 de Agosto de 1922 - Lisboa, 13 de Outubro de 2003), filho de mãe Espanhola, com geração
- Afonso da Silveira Machado de Sousa Monteiro (Sátão, Ferreira de Aves, 8 de Junho de 1894 - Lisboa, 29 de Novembro de 1964), casado com Albina Maria Loureiro (Lisboa, 31 de Outubro de 1900 - Lisboa, 30 de Abril de 1965), filha de Joaquim de Oliveira Loureiro e de sua mulher Perpétua da Glória, da qual teve uma filha e um filho: 
  - Maria Isabel Loureiro de Sousa Monteiro (Lisboa, São Sebastião da Pedreira, 13 de Maio de 1921), solteira e sem geração
  - Luís Fernando Loureiro de Sousa Monteiro (Lisboa, São Sebastião da Pedreira, 28 de Novembro de 1922 - Amadora, Damaia, 19 de Setembro de 1995), casado com Adelaide Pereira, filha de João Pereira e de sua mulher Laura Augusta, da qual teve um filho e uma filha: 
    - Luís Afonso Pereira de Sousa Monteiro (Lisboa, Santa Isabel, 7 de Agosto de 1950), com geração feminina de ... Mendes dos Reis, filha de Idalino Mendes dos Reis e de sua mulher Henriqueta da Silva: 
      - Ana Rita Mendes dos Reis de Sousa Monteiro (Lisboa, Campo Grande, 6 de Junho de 1982)

    - Maria Madalena Pereira de Sousa Monteiro (Lisboa, Santa Isabel, 8 de Outubro de 1956), com geração de ... Rodrigues 
      - Marta Isabel de Sousa Monteiro Rodrigues Gonçalves
      - Luís Eduardo de Sousa Monteiro Rodrigues
- Eduardo da Silveira Machado de Sousa Monteiro